# ايفان بيترز
ايفان بيترز (بالإنجليزية: Evan Peters)‏ (ولد 1987م) هو ممثل، وممثل تلفزيوني، من الولايات المتحدة الأمريكية، ولد في سانت لويس، ميزوري. بطل سلسلة مسلسل (قصة رعب أمريكية) المعروف ب (A.H.S) وايضا قام بتمثيل دور جيفري دامر في مسلسلMonster: The Jeffrey Dahmer Story .
وقد بدأ مسيرته عام 2004 بأول فيلم أخذ بطولته وهو (Clipping Adam) وفي نفس العام مسلسل (The Days). وفي عام 2014 شارك ايفان في سلسلة اجزاء (رجال-إكس) المعروف باسم (Days of Future Past) بدور الزئبقي (Quicksilver).قام بدور المحقق Colin Zabel في المسلسل الامريكي مير من ايست تاون Mir of Eastown

## وصلات خارجية
- ايفان بيترز على موقع IMDb (الإنجليزية)
- ايفان بيترز على موقع ميتاكريتيك (الإنجليزية)
- ايفان بيترز على موقع روتن توميتوز (الإنجليزية)
- ايفان بيترز على موقع ألو سيني (الفرنسية)
- ايفان بيترز على موقع ميوزك برينز (الإنجليزية)
- ايفان بيترز على موقع تيرنر كلاسيك موفيز (الإنجليزية)
- ايفان بيترز على موقع أول موفي (الإنجليزية)
- ايفان بيترز على موقع قاعدة بيانات الأفلام السويدية (السويدية)
- ايفان بيترز على موقع إن إن دي بي (الإنجليزية)
- ايفان بيترز على موقع قاعدة بيانات الفيلم (الإنجليزية)